# Ady An
Ady Ann (安以軒) est une actrice, et chanteuse taïwanaise née le  29 septembre 1980, à Taipei, Taïwan.

## Carrière
Actrice taïwannaise Ady Ann a joué dans de multiples drama taïwannais. Sa carrière débute quand elle est repérée dans un café où elle travaille en tant que serveuse. Elle joue alors dans plusieurs séries et gagne en popularité avec son rôle dans le drama Autumn's Concerto où elle joue Liang Mu Cheng. Elle est également chanteuse avec un album sorti en 2007, intitulé I'm Libra et mannequin.

## Vie privée
Mariée au multi millionnaire Chen Rong Lian, Ady Ann est mère d'un garçon né en 2019 et d'une fille née en 2021.

## Drama (séries télévisées)
- Go, Single Lady (in-production)
- Bian Guan Feng Huo Qing 边关烽火情 (post-production)
- Quan Min Gong Zhu 全民公主 (2013)
- Refresh 3+7 as Xia Tian (Dragon TV, 2012)
- Xin Wu Long Shan Jiao Fei Ji as A Xi Miao Miao (Hunan Télévision, 2012)
- The Emperor's Harem as Shao Chun Hua (2011)
- Journey to the West as Bai Gu Jing (2011)
- Shui Hu Zhuan as Li Shi Shi (2011)
- Ancient Terracotta War Situation as Dong er (CCTV, 2011)
- Autumn's Concerto as Liang Mu Cheng (TTV / SETTV, 2009)
- Yi Tian Tu Long Ji as Zhao Min (2009)
- Suo Qing Qiu as Du Lan Yan (2009)
- Niu Lang Zhi Nu as Zhi Nu / Weaver Girl / Si Ying (2008)
- Yun Niang as Yun'er (2008)
- Super Mates as Du Xiao Feng (CTS, 2007)
- Love Multiplication as Fan Li Sha (CTS, 2007)
- The Great Revival as Xi Shi (CCTV, 2007)
- Fox Volant of the Snowy Mountain as Miao Ruolan (2006)
- White Robe of Love as Liu Yining (CTS, 2006)
- Fast Track Love as Ouyang Qian (2006)
- Da Han Tian Zi 3 as Huo Qilian (2006)
- Baseball Love Affair (2005, guest)
- Chinese Paladin as Lin Yueru (CTV/TCS, 2005)
- The Legend of Hero as Chen Jieyu, Hua Wenying (2004)
- The Outsiders II as Pei Yuyan/Xiao Yan Zi (GTV, 2004)
- Blazing Courage as Li Jiajia  (GTV, 2004)
- Singles Dormitory as Yu Ruoxue (CTS, 2004)
- The Outsiders (en) as Pei Yuyan/Xiao Yan Zi (GTV, 2004)
- Good Luck Angel 王牌天使 as Kang Jia Rou (TTV, 2003)
- Blue Star 藍星 (2003)
- Ma La Gao Xiao Sheng 麻辣高校生 as Ke Ling (2002)
- Spicy Teacher (CTS, 2001)

## Films
- Saving General Yang (en) as Princess Chai (2012)
- Jie Hun Kuang Xiang Qu'/ 结婚狂想曲 (2011)
- Min Gan Shi Jian / 敏感事件 (2011)
- If You Are The One II (2010)
- Death and Glory in Changde / 喋血孤城 (2010)
- Karate Girls / 空手道少女組 (2003)